# 965 Анжеліка
965 Анжелі́ка (1921 KT, 1977 PM2, 965 Angelica) — астероїд головного поясу, відкритий 4 листопада 1921 року.
Тіссеранів параметр щодо Юпітера — 3,039.